# Schistometopum
Schistometopum is een geslacht van wormsalamanders (Gymnophiona) uit de familie Dermophiidae. De groep werd voor het eerst wetenschappelijk beschreven door Parker in 1941.
Er zijn twee soorten die voorkomen in delen van Afrika. Schistometopum gregorii komt voor in Kenia en Tanzania en Schistometopum thomense is alleen op twee eilanden in de Golf van Guinee te vinden: Sao Tomé en het kleine Ilhéu das Rolas. Mogelijk is er nog een derde soort die voorkomt in het Kongogebied.

## Soorten
Geslacht Schistometopum
- Soort Schistometopum gregorii
- Soort Schistometopum thomense – Bonte wormsalamander